# 61 Рака
61 Рака (лат. 61 Cancri) — двойная или кратная звезда, которая находится в созвездии Рака. Главный компонент, 61 Рака А, — жёлто-белая звезда класса F, карлик главной последовательности.